# Amatlán de los Reyes (kommun)
Amatlán de los Reyes är en kommun i Mexiko.   Den ligger i delstaten Veracruz, i den sydöstra delen av landet, 240 km öster om huvudstaden Mexico City. Antalet invånare är 42 268. Arean är 151 kvadratkilometer.
Terrängen i Amatlán de los Reyes är huvudsakligen kuperad, men österut är den platt.
Följande samhällen finns i Amatlán de los Reyes:
- Amatlán de los Reyes
- Paraje Nuevo
- Trapiche Viejo
- Centro de Readaptación Social
- San Antonio Fraternidad
- Ignacio Zaragoza
- El Otate
- Venta Parada
- Colonia la Toma
- Los Ángeles
- Colonia las Gardenias
- Atoyaquillo
- Parada la Concha
- Colonia Emiliano Zapata
- San Pedro la Pesca
- Colonia la Selva
- Colonia José María Morelos
- Torrecillas
- El Moral
- Rancho Trejo
- Colonia San Francisco
- Chilpanapa
- Cruz de los Naranjos
- El Oasis
- La Joya